# Nossen
Nossen je město v zemském okrese Míšeň v německé spolkové zemi Sasko. Má přibližně 10 tisíc obyvatel.

## Geografie
Nossen se nachází v údolí Freiberské Muldy na jižním okraji Středosaské pahorkatiny. Leží zhruba 13 km vzdušnou čarou na sever od někdejšího horního města Freiberg a celkem přibližně 44 km od hlavního hřebene Krušných hor, kterým prochází státní hranice s Českou republikou. Saská metropole Drážďany se nachází od Nossenu 31 km směrem na východ. Směrem na jihozápad od Nossenu se rozkládá Zellwald, což je s rozlohou 2 336 ha největší zalesněná oblast v Sasku, zahrnující pozůstatky někdejších původních lesů, které pokrývaly předhůří Krušných hor.

## Historie
Do 12. století představovala oblast severně od Freiberské Muldy enklávu, nazývanou pagus Daleminzi, osídlenou slovanským obyvatelstvem Daleminců, kteří sami sebe nazývali Glomuci. Na návrší jižně od dnešního Nossenu již od 10. století existovala pevnost Rodigt. Původ jména města je slovanský, pochází ze srbského výrazu "Nosno", které mělo označovat "sídlo na vyčnívajícím nose", tj. na vyčnělém skalním výběžku, případně samotný skalní výběžek.

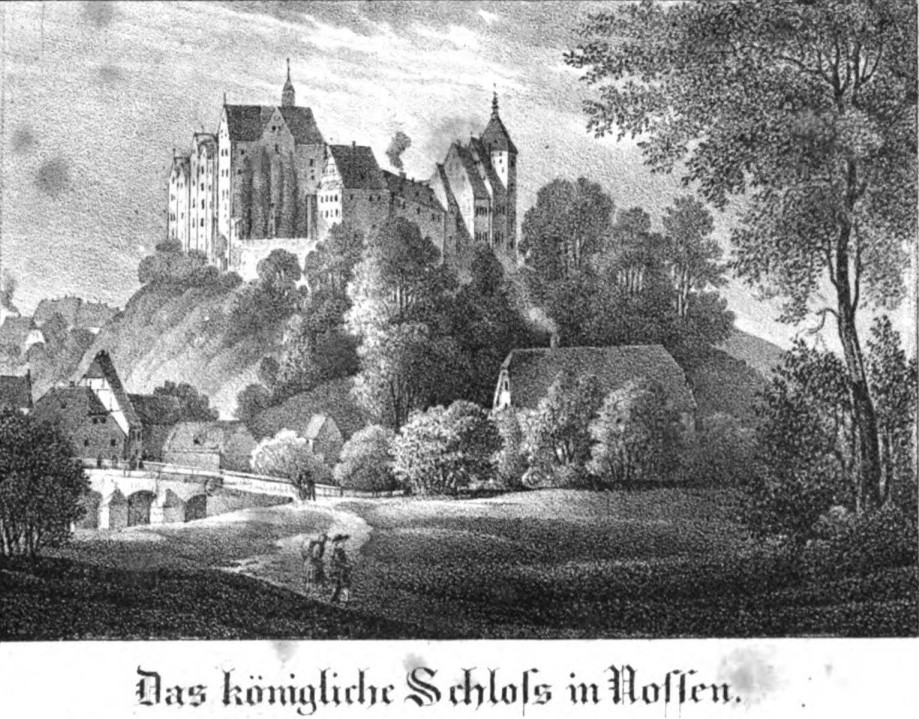
Zámek Nossen v roce 1835

První písemná zmínka o Nossenu se objevuje v roce 1185 v souvislosti se jménem místního pána, rytíře Petruse de Nozin. V roce 1264 byl v Nossenu postaven kostel,. Od roku 1315 patřil Nossen míšeňským biskupům a od roku 1436 se stal majetkem cisterciáckého kláštera Altzella, založeného již v roce 1162. Po nálezech ložisek stříbra v oblasti Freibergu se dolování rozšířilo i do okolí Nossenu, konkrétně v údolí Freiberské Muldy, v lese Zellwald a poblíž kláštera Altzella. Těžba stříbra v okolí Nossenu byla ukončena v roce 1899.
V roce 1664 byla Nossenu udělena městská práva. V 19. století došlo v místě k značnému rozvoji průmyslu. M. j. se jednalo o průmysl kožedělný, výrobu vagónů a produkci hraček - celuloidových panenek. V druhé polovině 19. století se Nossen stal významným železničním uzlem. První vlaky dorazily do města v roce 1866 po vybudování trati Dresden-Meißen-Nossen-Döbeln-Leipzig. O pět let později na toto spojení navázala trať, která vedla přes Freiberg až do Moldavy v Krušných horách. V roce 1880 byla zprovozněna trať Nossen - Riesa a v roce 1899 úzkorozchodná dráha do Wilsdruffu.
V letech 1944–1945 byla v údolí potoka Pitzschebach, levostranného přítoku Freiberské Muldy, zřízena pobočka koncentračního tábora Flossenbürg. Na 650 vězňů pracovalo v nossenských průmyslových závodech. Během pochodu smrti 14. dubna 1945 na cestě do Terezína zahynulo nejméně 67 vězňů.
Od 1. 1. 2014 pod Nossen spadají též dříve samostatné obce Ketzerbachtal a Leuben-Schleinitz, což dohromady i s původním územím města představuje celkem 56 místních částí.

## Památky a zajímavosti

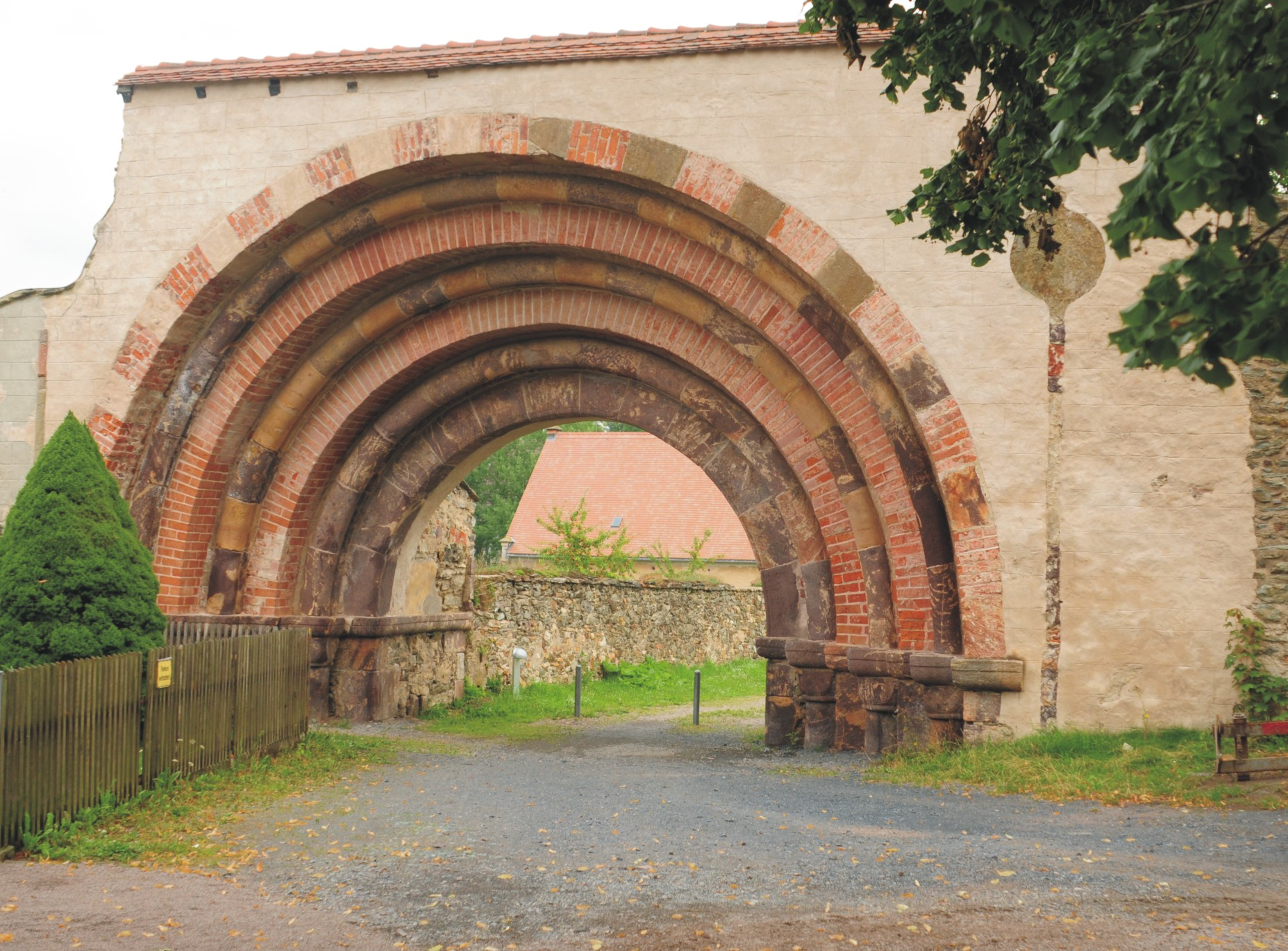
Románský portál v klášteře Altzella

- Zámek Nossen - vlastivědné muzeum, přístupné celoročně
- Klášter Altzella - původně románský církevní areál, přístupný v letní turistické sezóně
- Pfarrkirche - farní kostel na náměstí Marktplatz, původní renesanční stavba z roku 1565 byla obnovena po požárech v letech 1577, 1618 a 1719.
- Sachsenhof Nossen - kulturní centrum s koncertním a plesovým sálem se secesní výzdobou
- Rodigt-Turm - původní ocelová rozhledna na vrchu Rodigt zanikla, v r. 2020 vystavěna nová[6]
- Geografický střed Saska - v místní části  Deutschenbora byl v roce 2010 zaměřen a vyznačen geografický střed Saska